# Odyssey (musikalbum)
Odyssey är Hayley Westenras andra skivalbum. Det producerades av Giles Martin och släpptes den 18 oktober 2005.

## Låtförteckning
1. Prayer
2. Never Saw Blue
3. Dell'amore Non Si Sa
4. Ave Maria (Caccini)
5. Both Sides Now
6. What You Never Know (Won't Hurt You)
7. May It Be
8. Quanta Qualia
9. Bachianas Brasileiras No 5 Aria (Cantilena)
10. She Moved Through the Fair
11. I Say Grace
12. My Heart Belongs to You